# France (héraldique)
Pour les articles homonymes, voir France (homonymie).
En héraldique, on blasonne par France, un assemblage de fleurs de lys d'or sur champ d'azur. Il se décline en deux versions :
- France ancien, qui dispose les fleurs de lis en semé (=sans nombre)
- France moderne, qui les réduit à trois, toujours posées à plomb, et ordonnées 2 et 1 sur le champ, ou disposées selon le mode par défaut sur les pièces qui les reçoivent (le plus souvent un chef,où elles sont "rangées en fasce")

« France ancien »
Blason « France moderne »

Ces armoiries ont été celles du royaume de France et de la dynastie capétienne. Par le jeu des alliances, elles se sont assez largement diffusées dans le royaume et, dans une moindre mesure, à l'étranger.

## Faits historiques
Si l'on se borne au simple constat historique, la fleur de lis est attestée pour la première fois en 1180 sur un sceau capétien. Il s'agit du contre-sceau du futur Philippe Auguste, encore simple prince. Elle est alors un meuble unique, sans doute lié à la dévotion mariale du personnage. On la retrouve également dans les monnaies de cette époque. 
Le premier semé attesté apparaît en 1223, sur un sceau de Louis VIII. La plus ancienne version colorée connue prend place sur une vitre polylobée du chœur de la cathédrale de Chartres représentant le même Louis VIII encore prince. Il s'agit du vitrail traditionnellement coté 107, daté des années 1220-1225. Le semé se développe largement à partir du XIIIe siècle. Contrairement à une idée reçue, la variante à trois fleurs de lis est attestée très tôt : on la trouve dès le règne de Louis VIII. Cette formule à trois fleurs figure, de même, sur le contre-sceau de régence de Philippe III en 1284 et abonde dans les sceaux d'officiers. Le nombre de fleurs semble en fait être surtout déterminé par la taille de l'objet sur lequel les armoiries sont représentées : véritable semi sur les grandes surfaces et nombre plus réduit sur les petites. 
La formule à trois fleurs de lis se généralise au cours du XIVe siècle, notamment sur les sceaux de substitution. On la retrouve ainsi sur un contre-sceau in absentia de Philippe VI de Valois en 1338, puis sur ceux de Charles V. C'est Charles VI qui utilise pour la première fois l'écu à trois fleurs de lis dans son grand sceau, lors de la commande des nouvelles matrices, à la suite de son avènement en 1380. À partir de cette date, les trois fleurs de lis d'or sur champ d'azur deviennent la définition du blasonné « France ». La distinction entre France ancien et France moderne sera introduite au XVIe siècle par les érudits.

## Origines du motif

### Un motif ancien
Le motif qu'on nomme fleur de lis est en vérité très ancien. Il est attesté dès le IIIe millénaire avant notre ère en Assyrie. On trouve aussi le dessin parfait de notre « fleur de lys » sur le revers d'un statère arverne du Ier siècle. Pour autant, on ne peut pas dire s'il s'agit d'une fleur (ni laquelle ce serait). Ce dessin de type floral est notamment présent à Vergina sur la frise décorant le larnax (coffre funéraire) de Philippe II de Macédoine, père d'Alexandre le Grand.
Bien que la généalogie entre cet élément et les lis médiévaux ne soit pas claire, force est de constater que ce motif du lis a été employé au milieu du Moyen Âge par divers rois d'Occident, qui portent par ailleurs pour leur sacre un manteau semé d'étoiles, croissants ou autres symboles cosmiques. De cette époque date l'emploi du bleu céleste pour les vêtements de couronnement.

### La christianisation des lis
L'interprétation de ce motif comme un motif chrétien se fonde sur deux traditions bibliques. La première provient du Cantique des cantiques, dont la traduction latine par Saint-Jérôme mentionne le « havatselet ha-šaron » comme une « flos campi, et lilium convallium ». La fleur de Salomon, en réalité plutôt des Pancratium ou Narcissus tazetta, fut donc assimilée par la patristique occidentale au lis du jardin. Dans d'autres passages de la Bible, cette fleur est présentée comme symbole de virginité et de pureté.
Par cette caractérisation, la plante fut associée à la vierge Marie. Dans l'iconographie occidentale, l'ange de l'Annonciation est d'ailleurs souvent représenté lui tendant un bouquet de lis, signifiant la conception miraculeuse du Christ. Marie sera représentée avec des lis sur des monnaies de principautés épiscopales à partir du XIe siècle et sur les sceaux des chapitres religieux.

### La légende des lis

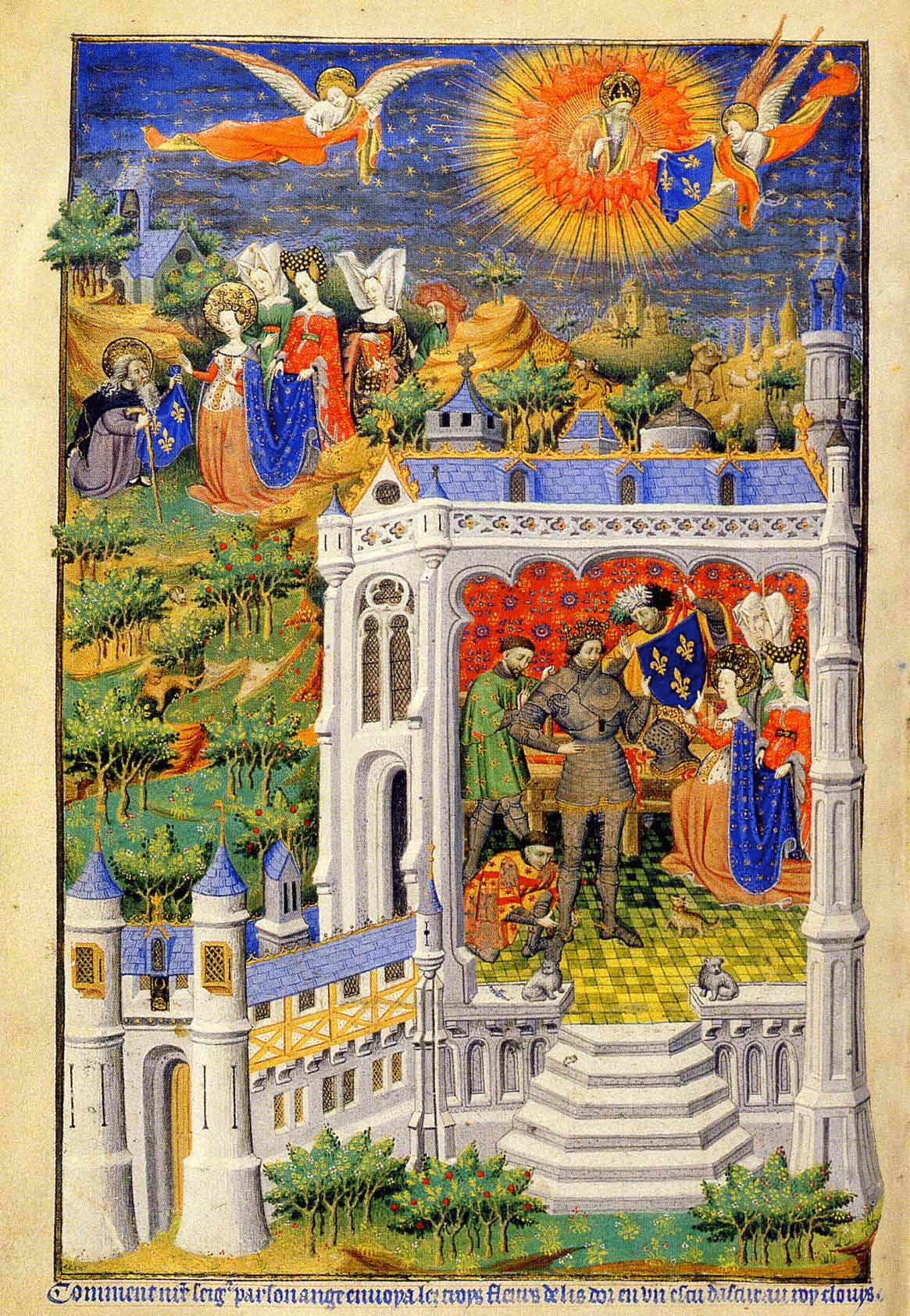
Clovis reçoit les lis, Heures de Bedford, XVe siècle

L'antiquité du motif et le prestige du vocable expliquent sans doute le succès de la formule auprès des rois de France. Les érudits du Moyen Âge inventèrent cependant une histoire miraculeuse expliquant l'adoption de ces armes par leurs souverains. L'influence posthume de Suger fut sans doute fondamentale dès les origines, mais c'est sous les rois Charles V et Louis XI, fort contestés, qu'elle prend véritablement corps. Il faut plutôt se tourner vers des intellectuels comme Raoul de Presles, Jean Golein ou l'auteur du Songe du Verger.
Selon ces érudits, les armes de France sont un don de Dieu remontant au règne de Clovis. Ce dernier aurait porté avant sa conversion un écu à trois crapauds. Peu avant un combat dans la forêt jouxtant la tour Montjoie, Dieu aurait envoyé par le truchement d'un ange un écu d'azur à trois fleurs de lis d'or au roi. Une première version de l'histoire raconte que l'ange aurait confié l'écu à un vieil ermite avec pour ordre d'offrir cet écu béni de Dieu et assurant le roi de la victoire à la reine Clotilde, qui l'aurait ensuite donné à son mari. Une version plus simple mentionne l'apparition de l'ange à Clovis sur le champ de bataille et l'adoption directe par celui-ci des armes au cours du combat. Cette légende connut un grand succès et explique en partie que dès la fin du XIVe siècle, les armes de France aient traditionnellement été portées par un ou deux anges. Ce mythe concourrait à établir l'origine divine de la monarchie française, dont les rois avaient reçu armes et couronne du fait de l'élection particulière de Clovis par Dieu lui-même, sans qu'aucun homme, pas même le Pape, n'ait eu à intervenir.
Pour expliquer la relative incohérence de cette légende avec les témoignages bien visibles du semé de France, on inventa un biais, lié à la capture de Saint Louis à Tunis. Le roi, s'estimant déshonoré par sa capture, refusa de conserver ses armes, au nom d'une règle (apocryphe) de la chevalerie voulant que celui qui capture un chevalier sur le champ de bataille peut porter ses armes. Pour témoigner de sa hâte de laver l'affront, le roi aurait introduit le semé. C'est ensuite Charles V, après la reconquête de son propre royaume sur les Anglais et constatant que le roi de Tunis n'avait pas fait usage des armes aux trois lis, qui aurait repris cet écu. Une autre légende attribue également à Charles V le passage du semé « ancien » aux trois fleurs « modernes » pour d'autres raisons. Il se serait agi d'une dévotion particulière pour la Trinité. Dans les deux cas, la date d'adoption du France « moderne » est fixée à 1376 par les érudits, alors que cette formule existait bien avant.

## Les armes du royaume de France
L'héraldique des souverains français s'appuie de longue date sur des éléments de l'Ancien Testament. La Bible en latin (Exode 28,31) décrit Aaron comme portant une tunique (ou manteau de l'éphod) de couleur hyacinthe, c'est-à-dire bleue. D'après le livre de la Sagesse (18,24), le cosmos était représenté sur la tunique talaire du grand prêtre d'Israël; celui-ci portait aussi un diadème orné d'une fleur ou fleuron d'or (Exode 28,36 et 29,30). En outre, selon la Vulgate, des lys décoraient le Temple de Jérusalem. Dès Charles le Chauve (petit-fils de Charlemagne), des étoiles recouvraient la tunique du souverain tout comme plus tard les manteaux des empereurs saxons (le manteau cosmique de saint Henri II est toujours visible à la cathédrale de Bamberg).
De nombreux éléments indiquent que Louis VII (1120-1137-1180) portait les armes aux fleurs de lys, en particulier lorsqu'il partit pour la 2e croisade en 1147 à l'appel de saint Bernard et qu'il fut accueilli triomphalement à Jérusalem l'année suivante. En effet, entre 1135 et 1153, saint Bernard de Clairvaux composa des dizaines de sermons sur le Cantique des Cantiques; il y expliquait que Jésus-Christ, la Vierge Marie et les saints étaient des lys et qu'ils trônaient dans le ciel spirituel au-dessus du ciel matériel c'est-à-dire au-dessus du soleil et des étoiles. Un étendard fleurdelisé en marge d'un manuscrit de l'abbaye parisienne Saint-Victor (patronnée par le roi) est la seule image connue des armes de France au XIIe siècle.
L'étendard fleurdelisé de Philippe Auguste (1165-1180-1223) à la bataille de Bouvines en 1214 est décrit par Guillaume le Breton (vexillum videlicet floribus lilii distinctum). Vers 1216, le poète gallois Giraud de Barri s'émerveillait que les écus et étendards royaux soient ornés de petites fleurs « gladioli flosculis » qui mettaient en déroute les animaux emblèmes des autres souverains. Pierre II de Courtenay (1165-1219) (petit-fils de Louis VI) avait arboré un moment les fleurs de lis au centre de son blason jusqu'à ce que le prince Louis — futur Louis VIII (1187-1223-1226) — prenne ces armes en 1209. Ces ornements héraldiques sont appelés « florets » « florettes » d'or à la fin du XIIIe siècle.
Les fleurs de lis d'or sur champ d'azur apparurent donc sous les Capétiens directs, mais ce sont les Valois qui vont s'en servir de la façon la plus idéologique, en raison du conflit avec les Plantagenêts. C'est dans ce cadre que le royaume s'identifie au « jardin des lis » et que les princes de la maison de France deviennent les « princes des fleurs de lis ». Le semé puis les trois fleurs de lis sont alors abondamment employés pour manifester la légitimité des Valois face à leurs rivaux anglais. Au parlement de Paris, dans les palais, sur les champs de bataille, dans les enluminures, les décors sont parés à foison de lis d'or sur champ d'azur. Les commandes de Charles VII à Jean Fouquet, notamment son somptueux manuscrit des Grandes Chroniques de France, témoignent de cette volonté de se légitimer par l'usage surabondant des armes de France. 

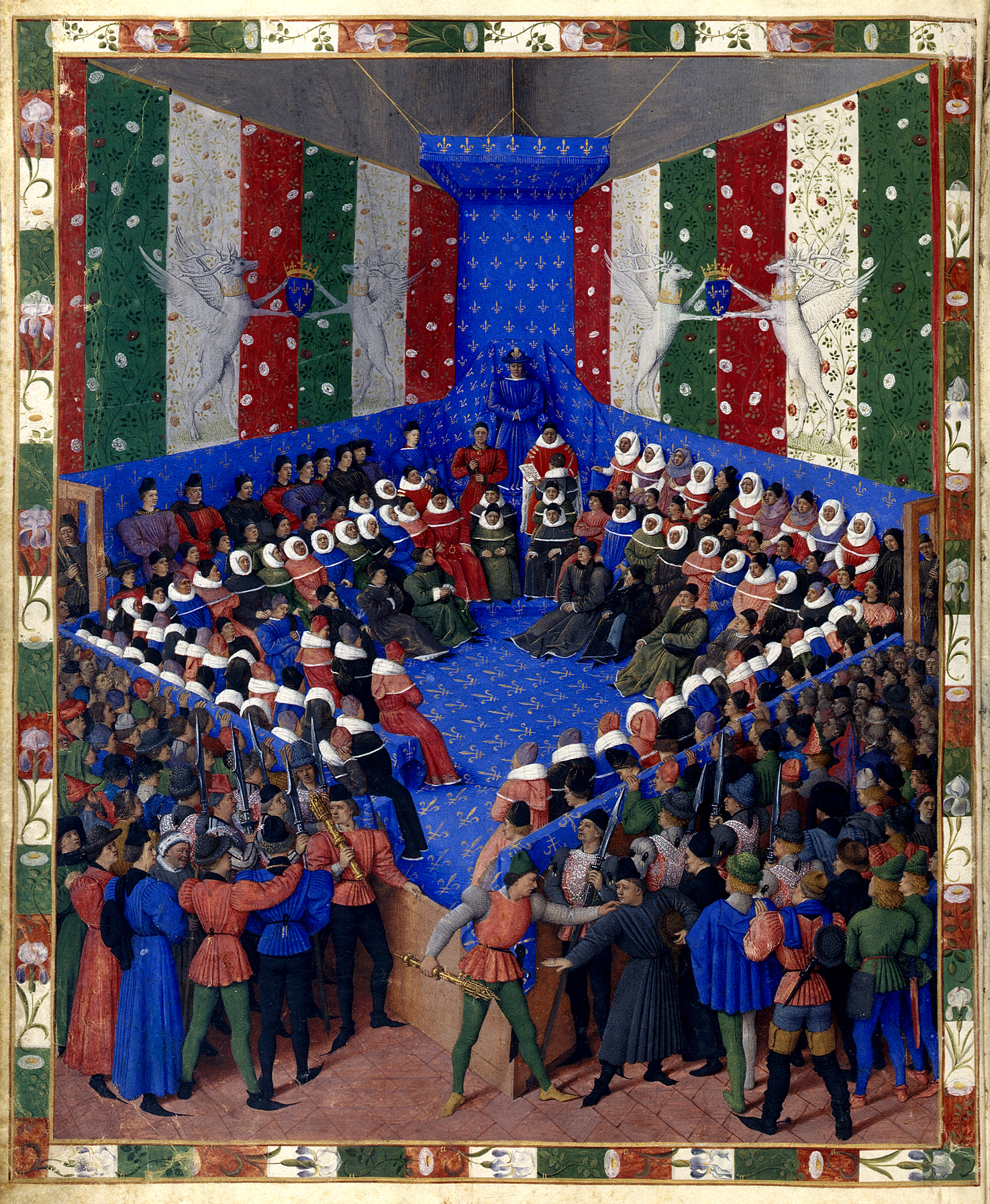
Le roi tenant un lit de justice à Vendôme, Jean Fouquet, Boccace de Munich
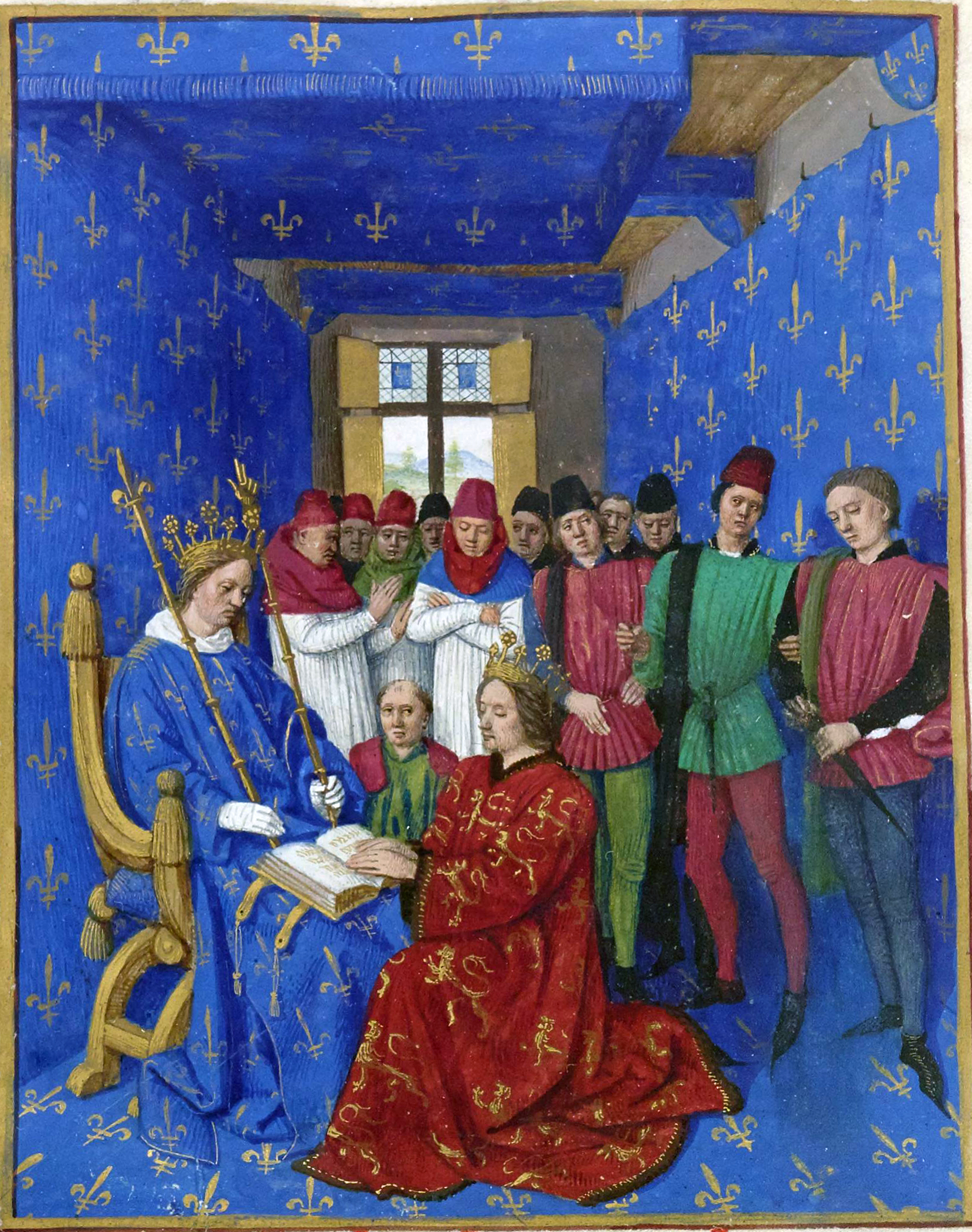
Hommage d’Édouard Ier à Philippe le Bel, Grandes Chroniques de France
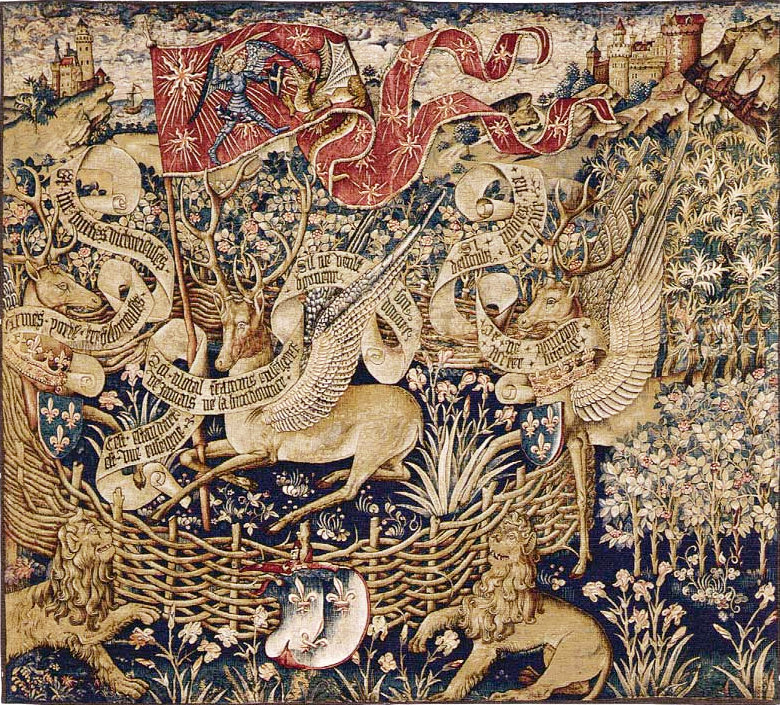
Tapisserie des cerfs ailés

## Diffusion

### Par brisure
En vertu des règles de l'héraldique, seul le chef de famille peut porter les armes plaines du lignage. Les autres membres peuvent les utiliser à la condition expresse d'introduire une brisure, c'est-à-dire un signe de différenciation. Les princes de la maison de France utilisèrent donc tous, à partir du XIVe siècle des arrangements brisés du France ancien, puis du France moderne (au XVe siècle). Les brisures les plus usitées furent le lambel et surtout la bordure, brisure traditionnelle des Valois. Le blasonné de France se diffusa à la quasi-totalité de la maison capétienne, seuls les ducs de Bretagne, les rois de Portugal et quelques autres lignages y échappant, pour ce qu'ils remontaient à une époque antérieure à l'adoption du fleurdelisé.
Cette diffusion sociale provoqua une diffusion géographique du blasonné de France, brisé, par le système des apanages. Les princes royaux, jusqu'à la Renaissance recevaient en effet pour assurer leur subsistance (ad panem) une série de fiefs. Par assimilation entre l'homme et la terre qu'il possédait, les armes portées par ces princes devinrent également celles du fief, et des provinces quand celles-ci succédèrent aux grands fiefs.
Les frères de Saint Louis, Robert Ier d'Artois et Alphonse de Poitiers, brisaient ainsi les armes de France par celles de leur mère Blanche de Castille. Le France brisé d'un lambel à neuf châteaux d'or, après Robert d'Artois et ses descendants, fut assimilé au comté d'Artois, même quand celui-ci passa aux ducs de Bourgogne puis aux Habsbourgs.
Au XVe siècle, suivant le modèle royal, la plupart des princes simplifièrent leurs armes en remplaçant le France ancien brisé par un France moderne à la même brisure. Les fiefs et provinces notamment, lorsqu'ils n'étaient pas encore réunis à la couronne, suivirent la même voie. 

Artois
Poitou
Orléanais (ancien)
Orléanais (moderne)
Maine, le France ancien persiste

Certains princes capétiens qui régnèrent à l'étranger participèrent à l'exportation du France brisé. Ce fut le cas à Naples, dont le royaume porta jusqu'au XIXe siècle le France ancien brisé d'un lambel de gueules, en héritage des rois angevins du Moyen Âge. Cette combinaison dérivée s'est largement diffusée dans la noblesse italienne du fait du conflit entre angevins et impériaux. Le port d'un chef d'Anjou, c'est-à-dire de France brisé d'un lambel de gueules, dénotait l'alignement guelfe d'une famille ou d'une ville. De même, en Espagne et à Parme, la dynastie régnante étant d'origine capétienne, elle porte le France moderne brisée d'un bordure de gueules, et dans le cas de Parme, surbrisée de huit coquilles d'argent. Les Bourbon-Parme régnant au Luxembourg, sous le nom de Nassau, on trouve également le France dans les grandes armes du grand-duc.

Royaume de Naples
Espagne
Parme
Grand duc de Luxembourg

### Par alliance
Certaines familles alliées à la maison capétienne utilisèrent le France dans leurs armes. Le cas le plus connu et le plus durable est celui de la maison royale d'Angleterre, qui utilisa l'écartelé de France et d'Angleterre de l'extinction des capétiens directs au XIXe siècle. Il s'agissait de manifester les prétentions sur le trône de France héritées d'Isabelle de France. Par cette position dans les armes royales anglaises, le France se diffusa largement dans les îles britanniques où il continue à figurer dans les armes de nombreuses familles et institutions anglaises. Quelques autres cas fameux se trouvent dans le sud de la France avec les Albret, qui en héritèrent par Marguerite de Bourbon et en Espagne avec les Infants de la Cerda, par Blanche de France. Dans tous les cas de diffusion du France par alliance, c'est une diffusion par les femmes.

Maison royale d'Angleterre
Ducs de Beaufort
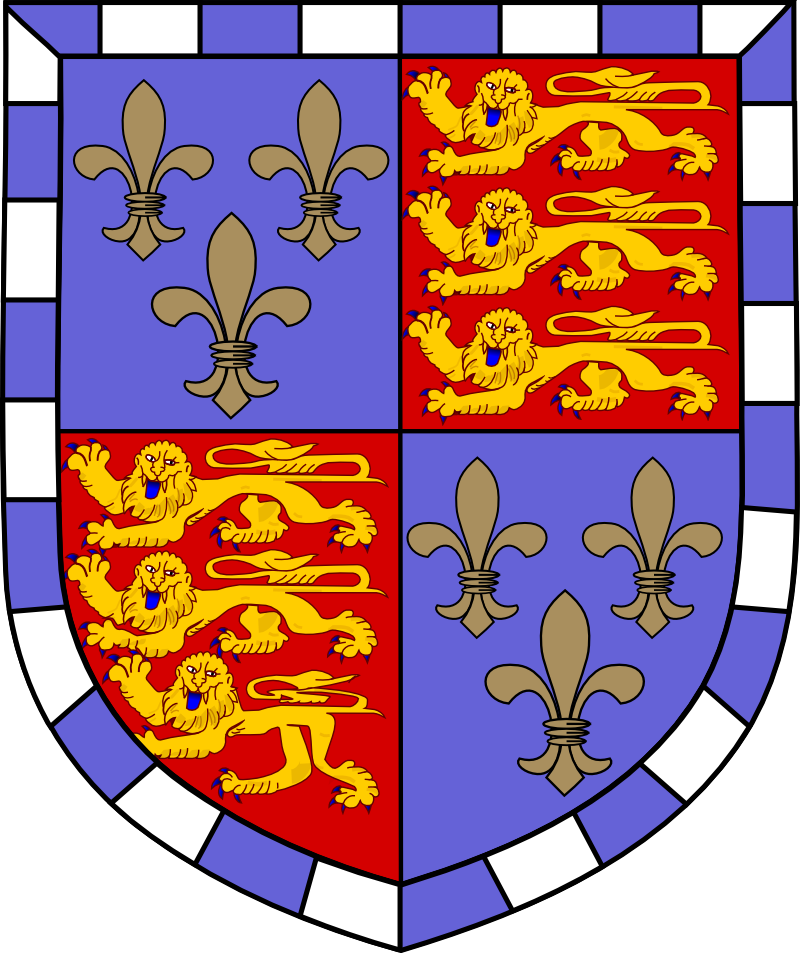
Christ College, Université de Cambridge
Maison d'Albret
Maisons de La Cerda et de Medinaceli

### Par augmentation
Dans certains cas, les rois concédèrent le France en guise d'augmentation héraldique. Le cas le plus fameux est la concession des chefs de France à de nombreuses villes, notamment aux Bonnes villes de France. Les armes de France furent également concédées en augmentation à des hommes ayant rendu des services importants à la monarchie. Ce fut particulièrement le cas en Italie.

#### Familles étrangères
Le soutien apporté par certaines familles étrangères à la monarchie française se traduisit parfois par l'octroi d'une augmentation dérivée des armes de France. La plus célèbre est sans doute celle accordée en 1465 par Louis XI à Pierre Ier de Médicis, remplaçant une des boules de gueules du blason primitif par une boule aux armes de France. Il s'agissait de le remercier les services bancaires de cette famille auprès du roi de France. Inversement, une augmentation dérivée du France moderne fut concédée par la reine Anne Ire d'Angleterre en 1722 au duc de Marlborough pour commémorer la victoire de Blenheim sur la France.

Maison d'Este
Maison Médicis
César Borgia
Ducs de Marlborough

#### Villes et institutions
Afin de marquer leur caractère de villes royales, déliées du système féodal, de nombreuses communautés urbaines, au premier rang desquelles les bonnes villes, reçurent en augmentation un chef de France. Certaines abbayes, en raison de la dévotion particulière d'un monarque eurent le même privilège. De façon générale, l'octroi des armes de France par la couronne était une marque de proximité particulière entre le roi et le bénéficiaire de l'augmentation. Par voie de fait, certaines localités autrefois situées dans le royaume de France conservent aujourd'hui à l'étranger ce chef de France.

Paris, ville royale
Poitiers, bonne ville
Tournai (Belgique), ancienne bonne ville de France
Abbaye du Mont-Saint-Michel, dévotion royale
Université de Paris, protection royale

## Usage contemporain
La suppression des armoiries en 1789 puis abolition de la monarchie française en 1792 provoquent un effacement brutal du motif héraldique de France. Les représentations de ces armes, brisées ou non sont traquées et largement mutilées, comme symboles de l'Ancien Régime. Après un retour officiel pendant les restaurations du XIXe siècle (1814-1848), le blasonné France est à nouveau abandonné. Contrairement à l'expérience précédente, en revanche, il n'est pas interdit, même si les lois d'exil en limitent de fait l'usage sur le territoire français jusqu'à leur abrogation par la Cinquième République. Outre cette utilisation dynastique, le blasonné France a été abondamment utilisé par l'héraldique municipale.

### Armes des prétendants au trône de France
L'absence de règlementation officielle et le désintérêt de la république pour l'héraldique a rendu au blasonné de France sa vocation première d'armoiries de la maison capétienne. Elles sont donc utilisées par les princes français qui se veulent héritiers et prétendants de la monarchie française. Les querelles dynastiques ont cependant amené les deux branches concurrentes à vouloir utiliser en concurrence les armes pleines à trois fleurs de lis d'or. À l'inverse de la question du patronyme, qui a été tranché en 2003 par un arrêt de la cour de cassation, les tribunaux français ont toujours refusé d'arbitrer ce qui s'apparente en fait à un débat dynastique. Tout au plus le tribunal de grande instance de Paris a-t-il considéré en 1989 comme irrecevable la demande d'Henri d'Orléans d'interdire à Louis de Bourbon le port des armes plaines de France, sans pour autant réserver à ce dernier leur usage ni leur conférer un quelconque statut autre que privé.

### Héraldique des collectivités locales

#### Usage mémoriel
Hors de France, des collectivités territoriales expriment, par l'utilisation du France, un lien privilégié et historique avec ce pays. C'est notamment le cas en Amérique, dans les armoiries d'États, de provinces ou de villes se réclamant de ce lien.

Canada
Province de Québec (Canada)
Alabama, (États-Unis d'Amérique)

#### créations contemporaines
Hauts-de-Seine (92):

Antony
Boulogne-Billancourt
Bourg-la-Reine
Garches
Le Plessis-Robinson
Puteaux
Saint-Cloud
Sceaux
Sèvres
Suresnes
Vaucresson

Seine-Saint-Denis (93):

Dugny
Gagny
Gournay-sur-Marne
Montreuil
Pierrefitte-sur-Seine
Le Raincy
Saint-Denis
Sevran
Villepinte

Val-de-Marne (94):

Arcueil
Cachan
Chennevières-sur-Marne
Choisy-le-Roi
Fontenay-sous-Bois
Joinville-le-Pont
Nogent-sur-Marne
La Queue-en-Brie
Saint-Maur-des-Fossés
Sucy-en-Brie
Villeneuve-le-Roi
Vincennes

Essonne (91):

Essonne
Angerville
Arpajon
Athis-Mons
Chalou-Moulineux
Champcueil
Corbeil-Essonnes
Courson-Monteloup
Dourdan
Égly
Étampes
Évry
Fontaine-la-Rivière
Gif-sur-Yvette
Gometz-la-Ville
Guigneville-sur-Essonne
Guillerval
Itteville
Juvisy-sur-Orge
La Ferté-Alais
La Forêt-le-Roi
Le Plessis-Pâté
Longpont-sur-Orge
Massy
Mennecy
Monnerville
Paray-Vieille-Poste
Quincy-sous-Sénart
Saclay
Saint-Germain-lès-Arpajon
Sainte-Geneviève-des-Bois
Savigny-sur-Orge
Soisy-sur-École
Verrières-le-Buisson
Wissous
Yerres